# Bolstervagn
Bolstervagn är en i Skåne och västra Sverige brukad fyrhjulig ofjädrad vagntyp, påminnande om den i städerna brukade Holsteinervagnen.
Till skillnad från andra allmogevagnar har den en fast vagnkorg. Vagnkistans sidostycken är snedställda och vilar på från underredet utgående stakar. På vagnkorgens karmar hängde man vid resor ett eller flera tvärgående säten på vilka lades åkdynor stoppade med halm. För transport av otröskad säd, halm eller hö ersattes sidostyckena av lägre häckar, samtidigt som underredet förlängdes.